# La luciérnaga (programa de radio)
La luciérnaga es un programa radial colombiano de Caracol Radio emitido actualmente de lunes a viernes de 16:00 a 19:00 (UTC-5) que se  caracteriza por sus imitaciones de la cultura y sociedad colombiana. Liderado por Gabriel de las Casas. El programa trata temas relativos al panorama actual de Colombia aplicando la crítica, la sátira y la reflexión, un método que le ha otorgado «identidad» y «prestigio» entre la audiencia popular. Los comentaristas suelen asumir papeles ficticios de algunos de los protagonistas de la escena política y social del país, a modo de broma.

## Historia
Durante el año 1992, Colombia sufrió una de las más fuertes sequías causadas por el «fenómeno del Niño» que obligó al gobierno a cambiar el horario en el país, adelantando la hora oficial en 60 minutos y a hacer racionamiento de energía, haciendo apagones en las primeras horas de la noche.
Caracol Radio buscó crear un programa que acompañara a los oyentes durante los apagones para lo cual encomendaron a Darío Arizmendi acompañado de un equipo de periodistas encabezado por Guillermo Rodríguez, Juan Darío Lara, y un grupo de periodistas. Contar con imitadores (Guillermo Díaz y Alirio Parra ) y humoristas (Los Marinillos) La Luciérnaga, que en principio fue creado para emitirse de forma temporal, logró una destacada audiencia con la llegada a la conducción de Hernán Peláez Restrepo, manteniéndose al aire durante más de lo planeado. Su primera emisión fue el 2 de marzo de 1992 y emitía de lunes a domingo de 17:00 a 22:00 (UTC-5).
Después de la salida de Guillermo Díaz Salamanca en 2005; para el año 2006 se reestructura el programa trayendo al escritor tulueño Gustavo Álvarez Gardeázabal y el refuerzo musical del Grupo Revolcón y el humor con el Manicomio de Vargasvil. A su vez debido a la competencia de El Cocuyo, dirigido por Díaz Salamanca en RCN Radio, se cambia el horario a las 4pm y con una duración de 4 horas hasta las 8pm. Dicho horario duró así hasta el 1 de febrero de 2008, para ceder desde el 4 de febrero una hora al programa Hora 20.
El 4 de mayo de 2001 Hernan Peláez presentó su renuncia por diferencias que tuvo con Andrés Pastrana Arango. Más tarde fue reemplazado por Gabriel de las Casas. 
El 24 de septiembre de 2014 el doctor Hernán Peláez Restrepo, director de La Luciérnaga confirma su retiro para el 23 de diciembre de dicho año. Así mismo, el 30 de septiembre la periodista Claudia Morales también renunciaría, pero después reconsideraría su decisión y continuaría en el programa hasta mayo de 2017.
El presidente de Caracol Radio en aquel entonces, Ricardo Alarcón Gaviria en una entrevista dada en el diario La República confirma que Gustavo Gómez sería el nuevo director del programa, pero no confirmó el reemplazo de Claudia Morales en el programa.  A su vez, Gustavo Gómez en una entrevista dada a Semana.com afirmó que no iba a continuar en la mesa de trabajo el escritor tulueño Gustavo Álvarez Gardeazábal. El escritor tulueño se pronunció al respecto afirmando que "me despidieron de la luciérnaga" y agregó que no podrá despedirse de los oyentes.
El 3 de mayo de 2019 Gustavo Gómez fue elegido como director de programa 6 AM hoy por hoy, debido a la renuncia de Darío Arizmendi; debido a esto, las directivas de CARACOL RADIO designaron el día 6 de mayo de 2019 a Gabriel de las Casas , como director de La Luciérnaga, asumiendo desde el 14 de junio de 2019 De Las Casas vuelve a la Luciérnaga, después de 6 años de ausencia, debido a su renuncia en enero de 2013, en esa primera etapa laboró durante 17 años, desempeñándose como periodista y finalmente como codirector, y director durante las ausencias del director.

## Equipo de Trabajo

### Mesa de Trabajo
Al 3 de abril de 2023, la mesa de trabajo está conformada por:
| Nombres y Apellidos                                                                                   | Rol en el Programa                                                                      | Fecha de Ingreso                                                                           | Observación                                | Ciudad de Transmisión |
| --- | --------------------------------------------------------------------------------------- | ------------------------------------------------------------------------------------------ | ------------------------------------------ | --------------------- |
| Gabriel de las Casas                                                                                  | - Director y Conductor del Programa. - Interpreta al compadre Felipe de los tolimenses. | Etapa 1: 1995-17/01/2013 (Periodista y Codirector) Etapa 2: 14/06/2019-presente (Director) |                                            | Bogotá                |
| Alexandra Montoya                                                                                     | - Imitadora y periodista. - Directora de Segundo Nivel (*)                              | 1995                                                                                       |                                            | Bogotá                |
| Gabriela Romero                                                                                       | Periodista e Imitadora                                                                  | 2022                                                                                       |                                            | Bogotá                |
| Melquisedec Torres                                                                                    | Periodista                                                                              | 11 de enero de 2021                                                                        |                                            | Bogotá                |
| Orlando Villar                                                                                        | Periodista                                                                              | 2020                                                                                       |                                            | Bogotá                |
| Óscar Monsalve "Risaloca"                                                                             | Cuentachistes, Imitador, Parodias Musicales                                             | 10 de enero de 2006                                                                        |                                            | Medellín              |
| Juan Ricardo Lozano "Alerta"                                                                          | Cuentachistes                                                                           | 1996                                                                                       |                                            | Bogotá                |
| Pedro González «Don Jediondo»                                                                         | Cuentachistes, Imitador                                                                 | 2001                                                                                       |                                            | Bogotá                |
| Grupo Revolcón: Marco Aurelio Giraldo "Corozo Juan Gónzalo Álvarez "Chalo" Alejandro Marín "Cocoliso" | Parodias Musicales, Imitadores                                                          | 10 de enero de 2006 (Chalo y Corozo) 2 de octubre de 2019 (Cocoliso)                       | Hasta 2017 Lokillo pertenecía a este grupo | Bogotá                |
| George Pinzón                                                                                         | Cuentachistes, Imitador                                                                 | Octubre de 2019                                                                            |                                            | Bogotá                |
| Fabio Daza Sánchez                                                                                    | Imitador de personajes.                                                                 | 1996                                                                                       |                                            | Bogotá                |
| Andrés Sánchez ´´El muelón´´                                                                          | Imitador.                                                                               | 2010                                                                                       |                                            | Medellín              |

Nota: Los directores secundario y terciario son los que reemplazan a Gabriel de Las Casas en su ausencia.

### Libretistas
| Nombres y apellidos        | Cargo                 | Ciudad   | Fecha Inicio       |
| -------------------------- | --------------------- | -------- | ------------------ |
| Jairo Chaparro             | Libretista Principal  | Bogotá   | 1997               |
| Alejandro Marín "Cocoliso" | Libretista Secundario | Medellín | 2/10/2019-presente |

### Colaboradores
- Vicente Moros Ortega (Narra las noticias del entretenimiento musical, Segundo narrador y encargado de la información y datos musicales antes de cerrar la luciérnaga)
- Aleyda Salcedo
- Álvaro Gómez Zafra (Narra las noticias económicas y hace imitaciones)
- Gabriel Chemas Escandón (Estuvo hasta el 2016 y regreso en 2019, con la llegada de Gabriel de las Casas).
- Jaime Andrés López.
- Ley Martín.

## Interpretaciones
- El orden de los humoristas va de mayor a menor cantidad de personajes; si están igual se pone primero el más antiguo.
- En su respectiva tabla los personajes aparecen en orden alfabético.
- Los personajes en cursiva son ficticios o creados únicamente para el programa.

| Personaje                            | Descripción | Observación          |
| ------------------------------------ | --- | -------------------- |
| Alicia Machacando el Idioma          | Parodia de la ex Reina venezolana Alicia Machado.                                                               |                      |
| Beatriz Aurora Pinzón Solano "Betty" | Parodia del personaje de la telenovela Betty La Fea.                                                            |                      |
| Catalina, la chica del frutiadero.   | Parodia de Catalina Santana de la telenovela de 2006 Sin tetas no hay paraíso.                                  |                      |
| Clara Estrada                        | Periodista de Caracol Radio.                                                                                    |                      |
| Clara Rojas                          | Periodista colombiana, secuestrada en 2002 junto a Ingrid Betancourt.                                           |                      |
| Claudia López                        | Senadora por el partido verde, periodista y excolumnista del diario El Tiempo.                                  |                      |
| Daneidy Barrera "Epa Colombia"       | Youtuber colombiana                                                                                             |                      |
| D'Arcy Quinn                         | Periodista colombiana.                                                                                          |                      |
| Diana Montoya                        | Periodista colombiana.                                                                                          |                      |
| Diana Uribe                          | Locutora colombiana, célebre por sus conocimientos de historia de Colombia y hel mundo.                         |                      |
| Dilian Francisca Toro.               | Líder política vallecaucana. Gobernadora del Valle 2016-2019                                                    |                      |
| Doña Pepita                          | Personaje ficticio que representa a la típica señora de la alta sociedad bogotana.                              |                      |
| Elda Neyis Mosquera (Alias Karina)   | Exguerrillera de las FARC                                                                                       |                      |
| Eufrosina Simbaqueba Lucumí          | Personaje ficticio, representa a la Región del Pacífico, y narra las noticias relativas a dicha región.         |                      |
| Eugenia Baena                        | Parodia del periodista Eugenio Baena Calvo de Caracol Radio.                                                    |                      |
| Florence Thomas                      | Psicóloga y activista feminista colombiano-francesa.                                                            |                      |
| Georgina Ruiz Sandoval "Goga"        | Narradora de ciclismo mexicana.                                                                                 |                      |
| Gina Parody                          | Líder política colombiana.                                                                                      |                      |
| Gloria Valencia de Castaño †         | Primera dama de la televisión colombiana.                                                                       |                      |
| Graciela Torres "La Negra Candela"   | Locutora radial.                                                                                                |                      |
| Guadalupe Liona                      | Periodista mexicana ficticia.                                                                                   |                      |
| Íngrid Betancourt                    | Política colombiana secuestrada en 2002, por las FARC.                                                          |                      |
| Julieta Venegas                      | Cantante mexicana.                                                                                              |                      |
| La niña Pelusita.                    | Personaje ficticio, habla como una niña y generalmente da la hora.                                              |                      |
| La Paisita Súper Súper               | Personaje ficticio que representa a una señora de Antioquia                                                     |                      |
| La santandereana                     | Personaje ficticio que personifica a los santandereanos y narra noticias del Santander y el Norte de Santander. |                      |
| La Patojita o Viena                  | Mujer boyacense, con noticias del altiplano cundiboyacense y preguntas.                                         |                      |
| La tolimense                         | Personaje ficticio, que personifica y narra hechos del Tolima y Huila.                                          |                      |
| Lina Moreno de Uribe                 | Esposa del expresidente Álvaro Uribe Vélez y ex primera dama entre 2002 y 2010.                                 |                      |
| María Cristina Uribe                 | Periodista colombiana. Aparece imitando la sección ¿Qué tal esto? de Noticias Uno.                              |                      |
| María Emma Mejía                     | Política colombiana y esposa del periodista Alberto Casas Santamaría.                                           |                      |
| Mariela Márquez                      | Experiodista de Caracol Radio en Manizales                                                                      | Ya no lo interpreta. |
| Martha Lucía Ramírez                 | Vicepresidenta de Colombia 2018-2022                                                                            |                      |
| Mariana Pajón                        | Deportista de BMX Colombiana, medallista de Oro 2012 y 2016.                                                    |                      |
| Noemí Sanín                          | Política colombiana.                                                                                            |                      |
| Natilla (Natalia París)              | Empresaria, DJ y exmodelo colombiana.                                                                           |                      |
| Paola Turbay                         | Presentadora, actriz y exreina colombiana. Virreina Universal de la Belleza 1992.                               |                      |
| Patricia Fernández                   | Parodia del personaje homónimo de la telenovela Betty la Fea.                                                   |                      |
| Piedad Córdoba                       | Excongresista colombiana.                                                                                       |                      |
| Olivia                               | Esposa de Popeye el Marino.                                                                                     |                      |
| Salud Hernández Mora                 | Periodista española residente en Colombia.                                                                      |                      |
| Shakira                              | Cantante colombiana.                                                                                            |                      |
| Sushi Levy                           | Parodia de la periodista Ushi Levy.                                                                             | Ya no lo interpreta  |
| Tetiana Mora                         | Parodia de la corresponsal de Caracol Radio en Chile, Tatiana Mora.                                             |                      |
| Yolanda Ruiz                         | Directora del Sistema Informativo de RCN Radio.                                                                 | Ya no lo interpreta. |
| Zora Patascova                       | Parodia de la periodista Zora Pitakova del noticiero Noticias Uno.                                              |                      |

| Personaje                       | Descripción | Observación                              |
| ------------------------------- | --- | ---------------------------------------- |
| Alejandro Ordóñez               | Embajador de Colombia en la OEA. Procurador general de la Nación (2009-2016) |                                          |
| Alberto Casas Santamaría        | Locutor de W Radio (Colombia). |                                          |
| Alfonso Gómez Méndez            | Exfiscal general de Colombia |                                          |
| Alejandro Marín                 | Locutor de W Radio (Colombia). |                                          |
| Andrés Uriel Gallego †          | Ministro de transporte 2002-2010. | Ya no lo interpreta por haber fallecido. |
| Andrés Felipe Arias "Uribito"   | Ministro de Agricultura de Colombia 2005-2009, principal involucrado en el escándalo de Agro Ingreso Seguro.                                                                                                |                                          |
| Belisario Betancur †            | Presidente de Colombia (1982-1986) | Ya no lo interpreta por haber fallecido. |
| Carlos Ariel Sánchez            | Registrador Nacional de Colombia |                                          |
| David Luna                      | Ministro de las TIC 2015-2018 |                                          |
| El Chómpiras                    | Personaje de Chespirito. |                                          |
| Enrique Peñalosa                | Alcalde Mayor de Bogotá 1998-2001, 2016-2019. |                                          |
| Evelio Daza                     | Abogado colombiano, conocido principalmente por representar a Diomedes Díaz en el juicio por la muerte de Doris Adriana Niño.                                                                               |                                          |
| Fabio Valencia Cossio           | Ministro del Interior y Justicia de Colombia 2008-2010. |                                          |
| Francisco Maturana              | Exfutbolista y Director Técnico de fútbol colombiano. |                                          |
| Freddy Padilla de León          | Comandante (R) de las Fuerzas Militares de Colombia. |                                          |
| Germán Vargas Lleras            | Político colombiano. |                                          |
| Guillermo Ruiz                  | Comentarista deportivo colombiano. |                                          |
| Hernán Darío "El Bolillo" Gómez | Técnico de fútbol colombiano. |                                          |
| Humberto de la Calle            | Político colombiano, jefe del equipo negociador en el Proceso de Paz con las FARC. |                                          |
| Jaime Bernal Cuéllar            | Exprocurador General de Colombia |                                          |
| Luis Eduardo Montealegre        | Fiscal general de Colombia 2012-2016. |                                          |
| Néstor Humberto Martínez        | Fiscal general de Colombia 2016-2019. |                                          |
| Rodolfo Palomino                | General (R) de la Policía Nacional de Colombia. Director de esta entidad 2013-2016. |                                          |
| Óscar Naranjo                   | General (R) de la Policía Nacional de Colombia. Vicepresidente de Colombia 2017-2018 |                                          |
| Papa Francisco                  | Sumo pontífice de la Iglesia Católica desde 2013, |                                          |
| Pepe Mujica                     | Político uruguayo. Presidente de Uruguay 2010-2015 |                                          |
| Popeye, el marino               | Personaje principal de la tira cómica homónima. |                                          |
| Quico                           | Personaje del Chavo del 8. |                                          |
| Radamel Falcao                  | Futbolista colombiano. |                                          |
| Rafael Pardo                    | Político colombiano. |                                          |
| Ricardo Montaner                | Cantante venezolano. |                                          |
| Teófilo Gutiérrez               | Futbolista colombiano. |                                          |
| Willington Ortiz                | Exfutbolista colombiano. |                                          |
| Yamid Amat                      | - Periodista colombiano. - Fundador y director del espacio radial 6AM-9AM de Caracol entre 1979 y 1990. - Fundador y director de la desaparecida emisora R@dionet. - Fundador y director del noticiero CM&. |                                          |
| Papa Francisco                  | Papa de la Iglesia Católica. |                                          |

| Personaje                  | Descripción | Observación                          |
| -------------------------- | --- | ------------------------------------ |
| Álvaro Uribe Vélez         | Político colombiano - Presidente de Colombia 2002-2010. - Senador 2014-presente; 1986-1994. - Gobernador de Antioquia 1995-1997 - Alcalde de Medellín 1982 - Director de la Aeronáutica Civil de Colombia 1980-1982.             |                                      |
| Andrea Echeverri           | Cantautora colombiana, vocalista del grupo Aterciopelados. |                                      |
| Antonio Navarro Wolf       | Político colombiano. |                                      |
| Charly García              | Cantante de rock argentino. |                                      |
| Daniel Ortega              | Presidente de Nicaragua. |                                      |
| El Chivo                   | Chivo que hace preguntas. |                                      |
| El Padre Hoyos             | Ex sacerdote y exalcalde barranquillero Bernardo Hoyos. |                                      |
| El Simpatías               | Personaje del programa humorístico La carabina de Ambrosio. |                                      |
| Fabio Daza                 | Parodia del imitador colombiano. |                                      |
| Fernando Vallejo           | Periodista colombo-mexicano. |                                      |
| Francisco Santos           | Político colombiano - Embajador de Colombia en Estados Unidos desde 2018. - Vicepresidente de Colombia 2002-2010 |                                      |
| Frank Solano               | Periodista colombiano, especializado en farándula. |                                      |
| Gustavo Petro              | Político colombiano: - Presidente de Colombia 2022-2026. - Senador 2006-2010 / 2018-2022. - Alcalde Mayor de Bogotá 2012-2015. - Representante en la Cámara 1991-1994/ 1998-2006 - Exmilitante de la desaparecida guerrilla M-19 |                                      |
| Hugo Lombardi              | Parodia del personaje homónimo de Betty la Fea. |                                      |
| Jaime Bayly                | Presentador y periodista peruano. |                                      |
| Jaime "El Flaco" Agudelo † | Humorista colombiano fallecido. | Sólo aparece en la sección de humor. |
| Juan Fernando Cristo       | Abogado y político colombiano. - Ministro del Interior de Colombia 2014-2017. - Senador de Colombia 1998-2014. |                                      |
| Juan Manuel Santos         | Político colombiano - Presidente de Colombia 2010-2018 - Ministro de Defensa de Colombia 2006-2009 - Ministro de Hacienda de Colombia 2000-2002 - Ministro de Comercio Exterior 1991-1994                                        |                                      |
| Nairo Quintana             | Ciclista colombiano. | Antes interpretado por Lokillo.      |
| Mario Iguarán              | - Reconocido abogado colombiano. - Fiscal general de Colombia 2005-2009 |                                      |
| Santiago Rivas             | Presentador de televisión colombiano. | Antes interpretado por Lokillo.      |

| Personaje                   | Descripción                                                                                        | Observación                       |
| --------------------------- | -------------------------------------------------------------------------------------------------- | --------------------------------- |
| Alonso Salazar Jaramillo    | Político, periodista y escritor colombiano. - Alcalde de Medellín 2008-2011                        |                                   |
| Aníbal Gaviria              | Político colombiano - Gobernador de Antioquia 2020-2023 /2004-2007 - Alcalde de Medellín 2012-2015 |                                   |
| Carlos Donoso               | Ventrílocuo venezolano.                                                                            |                                   |
| Diomedes Díaz               | Fallecido cantante vallenato colombiano.                                                           | Únicamente en parodias musicales. |
| Don Prudencio               | Oyente huilense que pregunta por teléfono.                                                         |                                   |
| Edro González               | Parodia del humorista Pedro González                                                               |                                   |
| Eduardo Silva Meluk         | Expresidente del club de fútbol Deportivo Independiente Medellín                                   |                                   |
| El informante               | Personaje inspirado en la serie televisiva El Cartel de los Sapos.                                 |                                   |
| Faustino "El Tino" Asprilla | Exfutbolista colombiano.                                                                           |                                   |
| Federico Gutiérrez          | Político colombiano. - Alcalde de Medellín 2016-2019. - Concejal de Medellín 2004-2011             |                                   |
| Gerardo Bedoya              | Exfutbolista colombiano.                                                                           |                                   |
| Héctor Roncón               | Parodia del periodista Héctor Rincón, quien trabajó en La Luciérnaga.                              |                                   |
| Hugo Illera                 | Periodista deportivo, de Barranquilla.                                                             |                                   |
| Jesús 'Kiko' Barrios        | Entrenador deportivo.                                                                              |                                   |
| José María Aznar            | Político español. Presidente de España 1996-2004.                                                  |                                   |
| Juanes                      | Cantautor colombiano.                                                                              |                                   |
| Juan Gabriel †              | Fallecido cantante mexicano.                                                                       | Únicamente en parodias musicales. |
| Juan José Peláez            | Técnico de fútbol.                                                                                 |                                   |
| Juan Manuel Lillo           | Entrenador deportivo.                                                                              |                                   |
| Léider Preciado             | Exfutbolista colombiano.                                                                           |                                   |
| Luis Carlos Restrepo        | Ex comisionado de Paz de Colombia.                                                                 |                                   |
| Luis Eduardo "Lucho" Díaz   | Exconcejal lustrabotas de Bogotá.                                                                  |                                   |
| Marina de Monsalve          | Madre de Risalocan                                                                                 |                                   |
| Martín de Francisco         | Periodista y comentarista deportivon                                                               |                                   |
| Múnera Eastman              | Narrador deportivo antioqueño.                                                                     |                                   |
| Néider Morantes             | Exfutbolista colombiano.                                                                           |                                   |
| Payaso Risaloquita          | Personaje ficticio.                                                                                |                                   |
| Pedro Sarmiento             | Técnico colombiano de fútbol.                                                                      |                                   |
| Pibe Valderrama             | Exfutbolista colombiano.                                                                           |                                   |
| Oscar Héctor Quintabani     | Técnico de fútbol argentino                                                                        |                                   |
| Osvaldo Mackenzie           | Exfutbolista colombiano.                                                                           |                                   |
| William Brownfield          | Diplomático estadounidense. Embajador de Estados Unidos en Colombia (2007-2010).                   |                                   |

| Personaje                    | Descripción | Observación                         |
| ---------------------------- | --- | ----------------------------------- |
| Alcides Memoriado            | Periodista ficticio que siempre pierde el hilo de la conversación. | Aparece en 2019.                    |
| Alexandra Montoya            | Miembro de la Luciérnaga. |                                     |
| Daniel Samper Ospina         | Periodista colombiano. |                                     |
| Darío Arizmendi              | Periodista colombiano retirado. Director de 6AM Hoy Por Hoy de Caracol Radio (1990-2019).                                                                                  |                                     |
| Don Emeterio                 | Personaje tolimense que siempre cuenta la historia de cómo quedó tuerto el compadre Fide (y pasó a denominársele el tuerto Fide) como si fuese la primera vez que la dice. | No lo interpretó entre 2013 y 2019. |
| Don Tony Aguilar             | Personaje ficticio mexicano que se burla de Colombia. |                                     |
| El Profesor Sutatán          | Mentalista y psíquico. |                                     |
| Fernando "El Pecoso" Castro  | Exfutbolista y director técnico de fútbol. |                                     |
| Fidel Cano Correa            | Periodista colombiano y director del diario El Espectador. |                                     |
| Gabriel Muñoz López †        | Locutor de radio fallecido. |                                     |
| Héctor Helí Rojas            | Político colombiano. - Parlamentario Andino por Colombia 2010-2014. - Senador de la República 1994-2010. - Representante a la Cámara por Boyacá 1986-1990.                 |                                     |
| Hernán Peláez                | Periodista deportivo y Director Emérito de La Luciérnaga. |                                     |
| John Camacho                 | Director de Operaciones de Caracol Radio |                                     |
| José Obdulio Solarte Nule    | Empresario ficticio, mezcla de los apellidos de contratistas. Solarte y los Nule.                                                                                          |                                     |
| Juan Ricardo Lozano "Alerta" | Humorista de la Luciérnaga. |                                     |
| Julio Sánchez Cristo         | Periodista colombiano |                                     |
| Luis Carlos Antonio Vélez    | Parodia del periodista Luis Carlos Vélez. |                                     |
| Luis Genaro Muñoz            | Expresidente de la Federación Nacional de Cafeteros de Colombia de Colombia.                                                                                               |                                     |
| María Mercedes Cuéllar       | Economista colombiana, superintendente financiera. |                                     |
| MiEgo Rueda                  | Parodia del periodista deportivo Diego Rueda. |                                     |
| Modestor Morales             | Parodia del periodista colombiano Néstor Morales. |                                     |
| Norberto                     | Estilista colombiano |                                     |
| Nena Jiménez †               | Fallecida humorista colombiana (De Humor Verde). |                                     |
| Óscor Monsalvo "Risafloja"   | Parodia del humorista Óscar Monsalve "Risaloca". |                                     |
| Roy Barreras                 | Político colombiano. - Senador desde 2010. - Presidente del Senado 2012-2013. - Representante a la Cámara 2006-2010.                                                       |                                     |
| Runcho Rentería              | Parodia del periodista Poncho Rentería. |                                     |
| Uldarico Peña †              | Fallecido Zar de los taxis en Bogotá. |                                     |
| Wbeimar Muñoz Ceballos       | Comentarista deportivo. |                                     |

| Personaje             | Descripción                                                                                                   | Observación                          |
| --------------------- | --- | ------------------------------------ |
| Alfio Basile          | Exfutbolista y entrenador de fútbol argentino.                                                                |                                      |
| Édgar Artunduaga †    | Fallecido periodista colombiano, antiguo integrante de la Luciérnaga.                                         |                                      |
| Fernando Londoño      | Político colombiano y conductor del programa la Hora de La Verdad.                                            | Anteriormente lo imitaba Fabio Daza. |
| Gustavo Gómez Córdoba | Periodista colombiano. - Director de 6AM Hoy por Hoy de Caracol Radio. - Director de La Luciérnaga 2015-2019. |                                      |
| Iván Parra            | Periodista taurino.                                                                                           |                                      |
| Jorge Luis Pinto      | Técnico de fútbol colombiano.                                                                                 |                                      |
| José Pekerman         | Técnico de fútbol. Director Técnico Selección Colombia 2012-2018.                                             |                                      |
| Marino Millán         | Comentarista deportivo, especializado en Fútbol.                                                              |                                      |
| Miguel Augusto Prince | Técnico de fútbol y exfutbolista.                                                                             |                                      |
| Norberto Yaviejo      | Parodia del periodista Norberto Vallejo.                                                                      |                                      |
| Rafael Villegas       | Periodista deportivo, especializado en fútbol.                                                                |                                      |
| Rubén Darío Arcila    | Periodista deportivo, especializado en fútbol.                                                                |                                      |
| Santiago Flojas       | Parodia del médico Santiago Rojas.                                                                            |                                      |

| Personaje               | Descripción                                                                                         | Observación |
| ----------------------- | --------------------------------------------------------------------------------------------------- | ----------- |
| Alejandro Gaviria       | Economista colombiano. - Rector Universidad de los Andes desde 2019. - Ministro de Salud 2012-2019. |             |
| El Negrito Martínez     | Parodia del expolítico del Valle del Cauca Juan Carlos "El Negro" Martínez Sinisterra.              |             |
| Fernando Calle "Piolín" | Periodista deportivo de Caracol Radio.                                                              |             |
| Iván Márquez            | Disidente de las FARC. Jefe negociador por parte de las FARC.                                       |             |
| JJ Rendón               | Estratega político venezolano.                                                                      |             |
| Leonel Álvarez          | Exfutbolista colombiano. Actual director técnico de Futbol Águilas de Rionegro.                     |             |
| Luis Pérez Gutiérrez    | Político colombiano. - Gobernador de Antioquia (2016-2019). - Alcalde de Medellín 2001-2003.        |             |
| Miguel Bosé             | Cantante español.                                                                                   |             |
| Nicolás Maduro          | Presidente de Venezuela desde 2013.                                                                 |             |
| Nicolás Mora            | Parodia del personaje homónimo de la telenovela Betty la Fea.                                       |             |
| Pasculito               | Parodia del periodista Pascual Gaviria.                                                             |             |
| Rigoberto Urán          | Ciclista colombiano.                                                                                |             |
| Sergio Fajardo          | Político colombiano. - Gobernador de Antioquia.                                                     |             |

| Personaje                    | Descripción                       | Observación                        |
| ---------------------------- | --------------------------------- | ---------------------------------- |
| Alberto Casas Santamaría     | Locutor de W Radio (Colombia).    | Antes interpretado por Fabio Daza. |
| Bobby Cruz                   | Cantante de salsa puertorriqueño. |                                    |
| Don Jediondo                 | Humorista.                        |                                    |
| Juan Ricardo Lozano "Alerta" | Humorista.                        |                                    |
| Maluma                       | Cantante colombiano.              |                                    |
| Richie Ray                   | Pianista estadounidense.          |                                    |
| Vicente Moros                | Colaborador de la Luciérnaga.     |                                    |
| Wilfrido Vargas              | Cantante de merengue dominicano   | Con preguntas de actualidad.       |

| Personaje                     | Descripción                                                                                                   | Observación |
| ----------------------------- | --- | ----------- |
| Compa'e Jincho                | Parodia de Diomedes Díaz.                                                                                     |             |
| El arabe                      | Personaje ficticio árabe que hace preguntas a los periodistas del programa.                                   |             |
| El cacique indio              | Personaje ficticio de una tribu indígena que hace preguntas a los periodistas.                                |             |
| El columnista                 | Personaje ficticio que opina sobre temas de actualidad.                                                       |             |
| El Llanero                    | Personaje ficticio que hace preguntas a los periodistas; generalmente con preguntas de los Llanos Orientales. |             |
| Jorge Lavat †                 | Actor mexicano fallecido. Interpreta el poema Desiderata adaptándolo a temas de actualidad.                   |             |
| Pedro González "Don Jediondo" | Humorista e imitador de La Luciérnaga.                                                                        |             |

| Personaje                    | Descripción                                                          | Observación                               |
| ---------------------------- | -------------------------------------------------------------------- | ----------------------------------------- |
| Diego Armando Maradona       | Entrenador de fútbol y exfutbolista argentino.                       |                                           |
| José Reynel Soto, el monarca | Oyente que siempre sigue a la van de Caracol Radio, con sus premios. |                                           |
| Floudia Morales              | Parodia de la antigua integrante del programa Claudia Morales.       | Ya no la interpreta por no estar Claudia. |
| Trola                        | Parodia de Tola, de Tola y Maruja.                                   |                                           |

| Personaje             | Descripción                                                                      | Observación |
| --------------------- | -------------------------------------------------------------------------------- | ----------- |
| Chelito, el optimista | Parodia del optimista, de la canción de Vargasvil. Hace preguntas de actualidad. |             |
| Mabruja               | Parodia de Maruja, de Tola y Maruja.                                             |             |

## Secciones musicales
Todas las parodias y críticas cantadas son hechas por el Grupo Revolcón. En estas secciones a veces adaptan temas de artistas conocidos y le ponen nuevas letras sobre el acontecer nacional. También cantan melodías propias con contenido sarcástico como "Ahí vamos", "Eso me huele maluco", "Tengamos paciencia hermanos", "Para pensar y meditar", "Amanecerá y veremos", y "Con razón lloraba el niño".
Desde 2007 otros tres personajes del programa comenzaron a hacer preguntas musicales para complementar al grupo Revolcón, que ya venía "cantando preguntas" para Rincón y Gardeazábal, las "nuevas adiciones" fueron los personajes de Polilla "el Padre Hoyos" y "Jaime Baily" y poco después también Gabriel De Las Casas, aunque siempre desafinaba porque su "productor musical" Chalo (uno de Revolcón) le escogía a veces canciones que superaban el timbre de voz de Gabriel.

### Sección Musical de Fin de Franja
Al final de caja bloque de programa hayOtros Miembros una sección de música especializada, antes de salir a comerciales.
| Nombre de la Sección                   | Encargado                | Día(s) y Franjas                                   | Breve Descripción                                                                                                   |
| -------------------------------------- | ------------------------ | -------------------------------------------------- | --- |
| La Música de Ayer, de Hoy y de Siempre | Gabriel Chemas Escandón  | Lunes a Viernes, al final de las 4 p. m.           | Se habla sobre artistas antiguos y actuales del género de Boleros.                                                  |
| Vicente Moros en la Salsa              | Vicente Moros Ortega     | Lunes, Miércoles y Viernes a final de las 5 p. m.  | Se habla sobre la historia de la Salsa, tanto de artistas ya desaparecidos y vigentes actualmente.                  |
| Ley en su salsa                        | Ley Martin               | Lunes, Miércoles y Viernes, al final del programa. | Se habla sobre música de diversos géneros, en especial Salsa. En diciembre se habla de música de dicha época.       |
| Artistas Apasionados                   | Aleyda Salcedo           | Martes y Jueves al final de las 5 p. m.            | Se habla sobre artistas relacionados con el género de la Música Romántica.                                          |
| Clásicos del Rock y Pop                | Jaime Andrés López López | Martes y Jueves, al final del programa.            | Se habla sobre música Rock y Pop.,                                                                                  |
| Música de Balneario                    | Vicente Moros Ortega     | Viernes, al final de la franja de las 5 p. m.      | Se habla sobre música tropical, y de fiesta, que es escuchada en las discotecas colombianas en los fines de semana. |

## Exintegrantes de la Mesa de La Luciérnaga
En el orden, los primeros puestos son los de las personas que salieron más recientemente:

### Ex Directores
| Nombres y Apellidos      | Período                                | Observaciones |
| ------------------------ | -------------------------------------- | --- |
| Hernán Peláez Restrepo   | Etapa 1: 02/03/1992- 04/05/2001        | Salió como protesta por el despido forzoso de Édgar Artunduaga el 3 de mayo de 2001, por presiones del Gobierno de Andrés Pastrana. |
| Hernán Peláez Restrepo   | Etapa 2: 07/08/2002 - 23/12/2014       | Volvió cuando Álvaro Uribe Vélez asumió como presidente.                                                                            |
| Hernán Peláez Restrepo   | Director Emérito: 03/03/2017- presente | Fue nombrado director emérito en el marco de la celebración de los 25 años del programa.                                            |
| Gustavo Gómez Córdoba    | 13/01/2015 - 14/06/2019                | Salió para reemplazar a Darío Arizmendi en el espacio 6AM Hoy Por Hoy.                                                              |
| Guillermo Díaz Salamanca | 05/05/2001- 06/08/2002                 | Reemplazó a Hernán Peláez durante su ausencia.                                                                                      |

| Nombres y Apellidos           | Rol en el programa                              | Fechas                                          | Observación |
| ----------------------------- | ----------------------------------------------- | ----------------------------------------------- | --- |
| María Alejandra Villamizar    | Periodista                                      | 13 de enero de 2020- 31 de marzo de 2023        | |
| Andrea Gómez                  | Imitadora                                       | 2022                                            | |
| Pascual Gaviria Uribe         | Periodista                                      | 17 de diciembre de 2010-24 de diciembre de 2020 | Salió para estar en 10am hoy por hoy                                                                                            |
| Alfonso Ospina                | Periodista                                      | 2019-2020                                       | |
| Santiago Rendón               | Humorista                                       | 18 de abril de 2017-23 de diciembre de 2019     | |
| Catherine Juvinao             | Periodista                                      | 14 de junio de 2019-23 de diciembre de 2019     | |
| Diego Rodríguez (DIEGO FERO)  | Libretista Secundario Encargado Sección Digital | 2015-2019                                       | |
| Juan Machado                  | Libretista Secundario                           | 2008-2019                                       | |
| Daniel Samper Ospina          | Colaborador                                     | 21 de mayo de 2015 - 13 de junio de 2019        | |
| Darcy Quinn                   | Periodista                                      | 26 de enero de 2018 - 13 de junio de 2019       | |
| Mabel Lara                    | Periodista                                      | 22 de mayo de 2017-7 de junio de 2019           | Desde enero de 2018 sólo iba los viernes                                                                                        |
| Gabriel Muñoz López†          | Colaborador                                     | ¿?-20 de enero de 2019                          | |
| Claudia Morales               | Periodista y Codirectora                        | 17 de enero de 2013- 15 de mayo de 2017         | |
| Yedinsón Ned Flórez "Lokillo" | Imitador y Trovador                             | 10 de enero de 2006- 15 de marzo de 2017        | |
| Paulo Laserna Phillips        | Periodista                                      | 13 de enero de 2015 - 8 de abril de 2015        | |
| Liss Pereira                  | Imitadora                                       | 13 de enero de 2015 - marzo de 2015             | |
| Gustavo Álvarez Gardeazabal   | Periodista                                      | 10 de enero de 2006- 30 de diciembre de 2014    | |
| Alberto Piedrahíta Pacheco †  | Colaborador                                     | 2006-2012                                       | |
| Camilo Durán Casas †          | Periodista                                      | 2002-2012                                       | |
| Héctor Rincón                 | Periodista                                      | 2003-17 de diciembre de 2010                    | |
| Crisanto Vargas "Vargasvil"   | Humorista                                       | 10 de enero de 2006- 2007                       | |
| Guillermo Díaz Salamanca      | Imitador                                        | 16 de marzo de 1992- 8 de diciembre de 2005     | |
| Grupo Salpicón                | Grupo Musical Trovas                            | ¿?-2005                                         | Salen junto Díaz Salamanca, para crear el Cocuyo en enero de 2006, en RCN Radio                                                 |
| Juan Harvey Caicedo †         | Colaborador                                     | 1992-2003                                       | |
| Édgar Artunduaga †            | Periodista                                      | 2 de marzo de 1992- 3 de mayo de 2001           | Su retiro fue debido a la presión del gobierno de Andrés Pastrana, debido a las críticas a este mismo por parte de Artunduaga). |
| Hernán Estupiñán              |                                                 |                                                 | |
| Jairo Pulgarín                |                                                 |                                                 | |
| Antonio José Caballero †      |                                                 |                                                 | |
| Jorge Carrasquilla            |                                                 |                                                 | |
| Marta Ordóñez                 |                                                 |                                                 | |
| Alirio Parra                  |                                                 |                                                 | |
| Camilo Cifuentes              |                                                 |                                                 | |
| Deysa Rayo                    |                                                 |                                                 | |
| Grupo Griots                  | - Grupo Musical - Trovas                        |                                                 | |
| Los Marinillos                | - Grupo Musical - Trovas                        |                                                 | |
| Édgar Paz                     |                                                 |                                                 | |